# Lijst van spinnen in Europa
Onderstaand een lijst van alle families en soorten van spinnen die in Europa voorkomen.
- Familie Mijnspinnen (Atypidae)
  - Gewone mijnspin (Atypus affinis)
  - Kalkmijnspin (Atypus piceus)
- Familie Fluweelspinnen (Eresidae)
  - Prachtkaardespin (Eresus niger)
- Familie Nachtkaardespinnen (Amaurobiidae)
  - Boskaardespin (Callobius claustrarius)
  - Grote kaardespin (Amaurobius ferox)
  - Huiskaardespin (Amaurobius fenestralis)
  - Muurkaardespin (Amaurobius similis)
  - Rotskaardespin (Titanoeca obscura)
- Familie Kaardertjes (Dictynidae)
  - Bodemkaardertje (Argenna patula)
  - Bruin kaardertje (Dictyna pusilla)
  - Dennekaardertje (Lathys humilis)
  - Geel kaardertje (Nigma flavescens)
  - Gevlekt kaardertje (Dictyna major)
  - Groen kaardertje (Nigma walckenaeri)
  - Heidekaardertje (Dictyna arundinacea)
  - Kustkaardertje (Argenna subnigra)
  - Ringpootkaardertje (Lathys stigmatisata)
  - Struikkaardertje (Dictyna uncinata)
  - Zuiders kaardertje (Dictyna civica)
  - Zwart kaardertje (Dictyna latens)
- Familie Wielwebkaardespinnen (Uloboridae)
  - Driehoekwebspin (Hyptiotes paradoxus)
  - Kaskaardespin (Uloborus plumipes)
  - Wielwebkaardespin (Uloborus walckenaerius)
- Familie Spiraalspinnen (Oecobiidae)
  - Huisspiraalspin (Oecobius annulipes)
- Familie Dwergcelspinnen (Oonopidae)
  - Gewone dwergzesoog (Oonops pulcher)
  - Huisdwergzesoog (Oonops domesticus)
  - Noordse dwergzesoog (Dysderina loricatula)
- Familie Celspinnen (Dysderidae)
  - Boscelspin (Dysdera erythrina)
  - Roodwitte celspin (Dysdera crocota)
  - Schorscelspin (Harpactea hombergi)
- Familie Zesoogspinnen (Segestriidae)
  - Boomzesoog (Segestria senoculata)
  - Kerkzesoog (Segestria florentina)
  - Muurzesoog (Segestria bavarica)
- Familie Lijmspuiters (Scytodidae)
  - Lijmspuiter (Scytodes thoracica)
- Familie Vioolspinnen (Loxoscelidae)
  - Vioolspin (Loxosceles rufescens)
- Familie Trilspinnen (Pholcidae)
  - Grote trilspin (Pholcus phalangioides)
  - Kleine trilspin (Psilochorus simoni)
- Familie Bodemjachtspinnen (Gnaphosidae)
  - Bosmierspin (Micaria formicaria)
  - Bosmuisspin (Haplodrassus silvestris)
  - Dennerichelkaak (Gnaphosa montana)
  - Duinkampoot (Zelotes electus)
  - Europese mierspin (Micaria silesiaca)
  - Gele muisspin (Haplodrassus dalmatensis)
  - Gewone kampoot (Zelotes pedestris)
  - Gewone muisspin (Drassodes lapidosus)
  - Graskampoot (Zelotes apricorum)
  - Harige muisspin (Drassodes pubescens)
  - Heidemuisspin (Haplodrassus signifer)
  - Heiderichelkaak (Gnaphosa leporina)
  - Huismuisspin (Scotophaeus blackwalli)
  - Kleine kampoot (Zelotes pusillus)
  - Latreilles kampoot (Zelotes latreillei)
  - Mierendief (Callilepis nocturna)
  - Moeraskampoot (Zelotes lutetianus)
  - Nachtrichelkaak (Gnaphosa lucifaga)
  - Noordse kampoot (Zelotes subterraneus)
  - Prachtmierspin (Micaria dives)
  - Rode mierspin (Micaria fulgens)
  - Schildmuisspin (Scotophaeus scutulatus)
  - Stekelkampoot (Zelotes longipes)
  - Steppekampoot (Zelotes petrensis)
  - Stepperichelkaak (Gnaphosa lugubris)
  - Tandmuisspin (Haplodrassus cognatus)
  - Vale mierspin (Micaria subopaca)
  - Viervlekmuisspin (Poecilochroa conspicua)
  - Wegmierspin (Micaria pulicaria)
  - Zandmuisspin (Haplodrassus umbratilis)
  - Zesvlekmuisspin (Phaeocedus braccatus)
  - Zonnekampoot (Zelotes praeficus)
  - Zuiderse mierspin (Micaria romana)
- Familie Bodemzakspinnen (Liocranidae)
  - Bonte bodemzakspin (Scotina celans)
  - Bonte fruroliet (Phrurolithus festivus)
  - Egale bodemzakspin (Liocranum rutilans)
  - Gewone heidebodemspin (Agroeca proxima)
  - Gouden bodemspin (Agroeca cuprea)
  - Grote gevlekte bodemzakspin (Liocranum rupicola)
  - Kleine gevlekte bodemzakspin (Apostenus fuscus)
  - Kleine heidebodemspin (Agroeca lusatica)
  - Kleinste bodemzakspin (Scotina palliardi)
  - Langpootbodemzakspin (Scotina gracilipes)
  - Lantaarnspin (Agroeca brunnea)
  - Tandjesbodemspin (Agroeca dentigera)
- Familie Struikzakspinnen (Clubionidae)
  - Bermzakspin (Cheiracanthium pennyi)
  - Bonte zakspin (Clubiona lutescens)
  - Boomzakspin (Clubiona pallidula)
  - Dennezakspin (Clubiona subsultans)
  - Gewone zakspin (Clubiona terrestris)
  - Glanzende zakspin (Clubiona caerulescens)
  - Graszakspin (Clubiona genevensis)
  - Groene heidezakspin (Cheiracanthium virescens)
  - Grote bermzakspin (Cheiracanthium punctorium)
  - Heidezakspin (Cheiracanthium erraticum)
  - Kleine zakspin (Clubiona subtilis)
  - Kortpootzakspin (Clubiona brevipes)
  - Moeraszakspin (Clubiona stagnatilis)
  - Moszakspin (Clubiona trivialis)
  - Oeverzakspin (Clubiona similis)
  - Oostelijke zakspin (Clubiona germanica)
  - Rietzakspin (Clubiona phragmitis)
  - Roodbruine zakspin (Clubiona neglecta)
  - Schorszakspin (Clubiona corticalis)
  - Vale zakspin (Clubiona diversa)
  - Weidezakspin (Clubiona frutetorum)
  - Zeggenzakspin (Clubiona juvenis)
  - Zompzakspin (Clubiona reclusa)
  - Zwartgerande zakspin (Clubiona comta)
- Familie Stekelspinnen (Zoridae)
  - Bosstekelpoot (Zora silvestris)
  - Gestreepte stekelpoot (Zora parallela)
  - Gewone stekelpoot (Zora spinimana)
  - Weidestekelpoot (Zora nemoralis)
- Familie Buisspinnen (Anyphaenidae)
  - Gestipte struikspin (Anyphaena accentuata)
- Familie Jachtkrabspinnen (Heteropodidae)
  - Groene jachtspin (Micrommata virescens)
- Familie Krabspinnen (Thomisidae)
  - Alpenbodemkrabspin (Oxyptila rauda)
  - Bleke bodemkrabspin (Oxyptila sanctuaria)
  - Bleke struikkrabspin (Xysticus erraticus)
  - Blinkende krabspin (Synaema globosum)
  - Bloemkrabspin (Thomisus onustus)
  - Bonte bodemkrabspin (Oxyptila simplex)
  - Bosstruikkrabspin (Xysticus lanio)
  - Cambridges struikkrabspin (Xysticus luctator)
  - Clairobscur bodemkrabspin (Oxyptila brevipes)
  - Duinkrabspin (Xysticus ninnii)
  - Geelbruine struikkrabspin (Xysticus kochi)
  - Gestreepte kameleonspin (Misumenops tricuspidatus)
  - Gestreepte struikkrabspin (Xysticus lineatus)
  - Gewone bodemkrabspin (Oxyptila praticola)
  - Grasbodemkrabspin (Oxyptila trux)
  - Gewone kameleonspin (Misumena vatia)
  - Gewone struikkrabspin (Xysticus cristatus)
  - Groene krabspin (Diaea dorsata)
  - Grote bodemkrabspin (Oxyptila atomaria)
  - Grote struikkrabspin (Xysticus robustus)
  - Middenstreepbodemkrabspin (Oxyptila blackwalli)
  - Mierbodemkrabspin (Oxyptila scabricula)
  - Moerasstruikkrabspin (Xysticus ulmi)
  - Platte krabspin (Coriarachne depressa)
  - Prachtstruikkrabspin (Xysticus ferrugineus)
  - Schorskrabspin (Tmarus piger)
  - Steppebodemkrabspin (Oxyptila nigrita)
  - Steppestruikkrabspin (Xysticus bifasciatus)
  - Stompe krabspin (Pistius truncatus)
  - Tweelingstruikkrabspin (Xysticus audax)
  - Woudstruikkrabspin (Xysticus luctuosus)
  - Zandstruikkrabspin (Xysticus sabulosus)
- Familie Renspinnen (Philodromidae)
  - Bergrenspin (Philodromus poecilus)
  - Bonte renspin (Philodromus rufus)
  - Boomrenspin (Philodromus praedatus)
  - Dennerenspin (Philodromus emarginatus)
  - Duinrenspin (Thanatus striatus)
  - Gewone renspin (Philodromus cespitum)
  - Gewone sprietspin (Tibellus oblongus)
  - Grote renspin (Thanatus formicinus)
  - Heiderenspin (Philodromus histrio)
  - Korstmosspin (Philodromus margaritatus)
  - Lenterenspin (Philodromus collinus)
  - Prachtrenspin (Philodromus fallax)
  - Stippelsprietspin (Tibellus maritimus)
  - Tuinrenspin (Philodromus aureolus)
  - Variabele renspin (Philodromus buxi)
  - Zwarte renspin (Philodromus dispar)
- Familie Springspinnen (Salticidae)
  - Bergspringspin (Euophrys petrensis)
  - Bodemspringspin (Bianor aurocinctus)
  - Bonte grasspringspin (Evarcha arcuata)
  - Boomzebraspin (Salticus cingulatus)
  - Bosmierspringspin (Myrmarachne formicaria)
  - Chevronzwartkop (Euophrys aequipes)
  - Donkere neon (Neon valentulus)
  - Driepuntspringspin (Pellenes tripunctatus)
  - Duinspringspin (Ballus depressus)
  - Gehaakte blinker (Heliophanus cupreus)
  - Gehaakte zwartkop (Euophrys frontalis)
  - Gestreepte springspin (Phlegra fasciata)
  - Gevlekte blinker (Heliophanus dubius)
  - Gevlekte moerasspringer (Sitticus littoralis)
  - Gewone blinker (Heliophanus flavipes)
  - Gewone bonte springspin (Evarcha falcata)
  - Gewone neon (Neon reticulatus)
  - Glanzende dennespringer (Dendryphantes rudis)
  - Grasmarpissa (Marpissa nivoyi)
  - Harige springspin (Sitticus pubescens)
  - Hoogveenblinker (Heliophanus dampfi)
  - Huisspringspin (Euophrys lanigera)
  - Huiszebraspin (Salticus scenicus)
  - Kasspringspin (Hasarius adansoni)
  - Kleine mierspringspin (Synageles hilarulus)
  - Kustspringspin (Sitticus helveolus)
  - Moerasblinker (Heliophanus auratus)
  - Muisspringspin (Sitticus caricis)
  - Rechte blinker (Heliophanus aeneus)
  - Rietmarpissa (Marpissa radiata)
  - Scherpe marpissa (Marpissa pomatia)
  - Schorsmarpissa (Marpissa muscosa)
  - Schorszebraspin (Salticus zebraneus)
  - Slanke mierspringspin (Synageles venator)
  - V-vlekspringspin (Aelurillus v-insignitus)
  - Witsnor (Euophrys herbigrada)
  - Zandspringspin (Sitticus saltator)
  - Zeldzame grasspringspin (Evarcha laetabunda)
- Familie Lynxspinnen (Oxyopidae)
  - Gestreepte lynxspin (Oxyopes lineatus)
  - Gewone lynxspin (Oxyopes heterophthalmus)
  - Prachtlynxspin (Oxyopes ramosus)
- Familie Wolfspinnen (Lycosidae)
  - Bergpanterspin (Alopecosa inquilina)
  - Bospiraat (Pirata hygrophilus)
  - Boswolfspin (Pardosa lugubris)
  - Dikpoot panterspin (Alopecosa cuneata)
  - Duinwolfspin (Xerolycosa miniata)
  - Geelhandje (Pardosa hortensis)
  - Gestekelde nachtwolfspin (Trochosa spinipalpis)
  - Gevlekte moeraswolfspin (Hygrolycosa rubrofasciata)
  - Gevlekte panterspin (Alopecosa accentuata)
  - Gewone moeraswolfspin (Pardosa palustris)
  - Gewone nachtwolfspin (Trochosa terricola)
  - Gewone panterspin (Alopecosa pulverulenta)
  - Gewone wolfspin (Pardosa pullata)
  - Gewone zandwolfspin (Arctosa perita)
  - Graswolfspin (Pardosa nigriceps)
  - Grintwolfspin (Arctosa cinerea)
  - Grote nachtwolfspin (Trochosa robusta)
  - Grote panterspin (Alopecosa fabrilis)
  - Grote piraat (Pirata piscatorius)
  - Grote zandwolfspin (Arctosa figurata)
  - Kleine piraat (Pirata latitans)
  - Moeraspiraat (Pirata uliginosus)
  - Moswolfspin (Arctosa leopardus)
  - Oeverwolfspin (Pardosa prativaga)
  - Poelpiraat (Pirata piraticus)
  - Roodbruine panterspin (Alopecosa trabalis)
  - Ruigtewolfspin (Pardosa agricola)
  - Schorrewolfspin (Pardosa purbeckensis)
  - Snelle panterspin (Alopecosa cursor)
  - Steenwolfspin (Pardosa agrestis)
  - Steppewolfspin (Xerolycosa nemoralis)
  - Tricca (Arctosa lutetiana)
  - Tuinwolfspin (Pardosa amentata)
  - Veenmoswolfspin (Pardosa sphagnicola)
  - Veenpiraat (Pirata tenuitarsis)
  - Veenwolfspin (Pardosa paludicola)
  - Veldnachtwolfspin (Trochosa ruricola)
  - Veldwolfspin (Pardosa proxima)
  - Weidewolfspin (Pardosa monticola)
  - Withandje (Aulonia albimana)
- Familie Kraamwebspinnen (Pisauridae)
  - Grote gerande oeverspin (Dolomedes plantarius)
  - Kleine gerande oeverspin (Dolomedes fimbriatus)
  - Kraamwebspin (Pisaura mirabilis)
- Familie Waterspinnen (Argyronetidae)
  - Waterspin (Argyroneta aquatica
- Familie Trechterspinnen (Agelenidae)
  - Bonte trechterspin (Tegenaria ferruginea)
  - Doolhofspin (Agelena gracilens)
  - Gewone bostrechterspin (Coelotes terrestris)
  - Gewone huisspin (Tegenaria atrica)
  - Gewone staartspin (Textrix denticulata)
  - Grijze huisspin (Tegenaria domestica)
  - Grote huisspin (Tegenaria parietina)
  - Herfststrooiselspin (Cicurina cicur)
  - Labyrinthspin (Agelena labyrinthica)
  - Roodbruine bostrechterspin (Cryphoeca silvicola)
  - Slanke bostrechterspin (Histopona torpida)
  - Spiraaltrechterspin (Tegenaria picta)
  - Steentrechterspin (Tegenaria silvestris)
  - Stekelloze bostrechterspin (Coelotes inermis)
  - Veldtrechterspin (Tegenaria agrestis)
  - Zuiders huisspin (Tegenaria pagana)
  - Zweepspin (Tuberta arietina)
- Familie Kamstaartjes (Hahniidae)
  - Boskamstaartje (Hahnia helveola)
  - Gewoon kamstaartje (Hahnia montana)
  - Heidekamstaartje (Hahnia nava)
  - Kleinste kamstaartje (Hahnia pusilla)
  - Moeraskamstaartje (Antistea elegans)
  - Winterkamstaartje (Hahnia ononidum)
- Familie Spinneneters (Mimetidae)
  - Cambridges spinneneter (Ero cambridgei)
  - Gevorkte spinneneter (Ero furcata)
  - Tweespitsspinneneter (Ero tuberculata)
  - Vierspitsspinneneter (Ero aphana)
- Familie Kogelspinnen (Theridiidae)
  - Bermkogelspin (Achaearanea riparia)
  - Bleek visgraatje (Theridion varians)
  - Bleke dikbuikspin (Theridion pinastri)
  - Bleke kogelspin (Theridion tinctum)
  - Bodemtandkaak (Enoplognatha thoracica)
  - Bosbodemkogelspin (Robertus lividus)
  - Broeikasspin (Achaearanea tepidariorum)
  - Donker visgraatje (Theridion pictum)
  - Donkere dikbuikspin (Theridion mystaceum)
  - Egaalpootje (Theridion instabile)
  - Egale kabelspin (Episinus truncatus)
  - Geelvlekheidekogelspin (Euryopis flavomaculata)
  - Gemarmerde galgspin (Dipoena melanogaster)
  - Gevlekt raspspinnetje (Crustulina guttata)
  - Gevlekte steatoda (Steatoda albomaculata)
  - Gewone tandkaak (Enoplognatha ovata)
  - Grote steatoda (Steatoda grossa)
  - Harnasspinnetje (Comaroma simoni)
  - Heidebodemkogelspin (Robertus scoticus)
  - Heidesteatoda (Steatoda phalerata)
  - Hoekige kabelspin (Episinus angulatus)
  - Huissteatoda (Steatoda triangulosa)
  - Kleine boskogelspin (Theridion pallens)
  - Kleinste kogelspin (Theonoe minutissima)
  - Koffieboonspin (Steatoda bipunctata)
  - Kosmopolietkogelspin (Achaearanea simulans)
  - Moerasbodemkogelspin (Robertus arundineti)
  - Neusgalgspin (Dipoena prona)
  - Prachtkogelspin (Achaearanea lunata)
  - Rechthoekje (Theridion familiare)
  - Roodpootgalgspin (Dipoena erythropus)
  - Roodzwart kogelspinnetje (Pholcomma gibbum)
  - Schorretandkaak (Enoplognatha mordax)
  - Schorssteatoda (Steatoda castanea)
  - Slanke kogelspin (Anelosimus vittatus)
  - Streepjesspin (Theridion sisyphium)
  - Toiletspin (Theridion blackwalli)
  - Uhligs kogelspin (Theridion uhligi)
  - Variabele dikbuikspin (Theridion melanurum)
  - Vergeten bodemkogelspin (Robertus neglectus)
  - Vergeten tandkaak (Enoplognatha latimana)
  - Volslanke kogelspin (Anelosimus pulchellus)
  - Wigwamspin (Theridion impressum)
  - Witbandkogelspin (Neottiura bimaculata)
  - Witvlek heidekogelspin (Theridion simile)
  - Zwarte galgspin (Dipoena tristis)
- Familie Holenspinnen (Nesticidae)
  - Holenspin (Nesticus cellulanus)
- Familie Bijz. Wielwebspinnen (Metidae)
  - Bronwielwebspin (Metellina merianae)
  - Grotwielwebspin (Meta menardi)
  - Herfstspin (Meta segmentata)
  - Struiksectorspin (Zygiella atrica)
  - Venstersectorspin (Zygiella x-notata)
  - Zomerwielwebspin (Metellina mengei)
- Familie Strekspinnen (Tetragnathidae)
  - Bosdikkaak (Pachygnatha listeri)
  - Dennestrekspin (Tetragnatha pinicola)
  - Donkere strekspin (Tetragnatha nigrita)
  - Droogtestrekspin (Tetragnatha obtusa)
  - Gewone strekspin (Tetragnatha extensa)
  - Grote dikkaak (Pachygnatha clercki)
  - Kleine dikkaak (Pachygnatha degeeri)
  - Rietstrekspin (Tetragnatha striata)
  - Schaduwstrekspin (Tetragnatha montana)
  - Stekelloze strekspin (Tetragnatha dearmata)
- Familie Wielwebspinnen (Araneidae)
  - Bonte komkommerspin (Araniella displicata)
  - Bonte moeraswielspin (Singa hamata)
  - Brede wielwebspin (Agelenatea redii)
  - Brugspin (Larinioides sericatus)
  - Dennekomkommerspin (Araniella alpica)
  - Drieknobbelspin (Cyclosa oculata)
  - Driestreepspin (Mangora acalypha)
  - Drievlekwielwebspin (Atea triguttata)
  - Eikebladspin (Aculepeira ceropegia)
  - Gestreepte moeraswielspin (Singa nitidula)
  - Gewone knobbelspin (Cyclosa conica)
  - Gewone komkommerspin (Araniella cucurbitina)
  - Gewone moeraswielspin (Hypsosinga heri)
  - Heidewielwebspin (Neoscona adianta)
  - Kruisspin (Araneus diadematus)
  - Lentekomkommerspin (Araniella opistographa)
  - Marmerspin (Araneus marmoreus)
  - Oranje wielwebspin (Araneus alsine)
  - Platte wielwebspin (Nuctenea umbratica)
  - Pyjamaspin (Hypsosinga pygmaea)
  - Rietkruisspin (Larinioides cornutus)
  - Rode moeraswielspin (Hypsosinga sanguinea)
  - Roodbruine wielwebspin (Araneus angulatus)
  - Stekelrugje (Cercidia prominens)
  - Struikwielspin (Zilla diodia)
  - Tweeknobbelspin (Gibbaranea bituberculata)
  - Vale wielwebspin (Larinioides patagiatus)
  - Veelknobbelspin (Gibbaranea gibbosa)
  - Viervlekwielwebspin (Araneus quadratus)
  - Wespspin (Argiope bruennichi)
  - Witgevlekte moeraswielspin (Hypsosinga albovittata)
  - Witruitwielwebspin (Atea sturmi)
- Familie Dwergspinnen (Erigonidae)
  - Accidentje (Pelecopsis elongata)
  - Aeronautje (Erigone dentipalpis)
  - Arrogant voorkopje (Araeoncus crassiceps)
  - Behaard ballonkopje (Minicia marginella)
  - Bermtandpalpje (Gonatium paradoxum)
  - Bermgroefkopje (Abacoproeces saltuum)
  - Bermknobbelkopje (Hypomma cornutum)
  - Bescheiden ballonkopje (Pelecopsis radicicola)
  - Bescheiden voorkopje (Araeoncus humilis)
  - Bleek bosgroefkopje (Pocadicnemis pumila)
  - Bleek dwergspinnetje (Mioxena blanda)
  - Bleek haakpalpje (Asthenargus paganus)
  - Bleek haarkopje (Acartauchenius scurrilis)
  - Bleek heidegroefkopje (Pocadicnemis juncea)
  - Bleek langpalpje (Donacochara speciosa)
  - Bleek tepelpalpje (Cnephalocotes sanguinolentus)
  - Bleek weidegroefkopje (Tapinocyba insecta)
  - Bodemgroefkopje (Thyreosthenius parasiticus)
  - Bol dubbelkopje (Walckenaeria capito)
  - Bolkopruwborstje (Erigonella ignobilis)
  - Bolkopstruikdwergspin (Entelecara congenera)
  - Bolkopvelddwergspin (Oedothorax retusus)
  - Bosplatkopje (Ceratinopsis romana)
  - Bultvelddwergspin (Oedothorax gibbosus)
  - Bultig stierenkopje (Panamomops mengei)
  - Deukkopje (Minyriolus pusillus)
  - Dikpootbolkopje (Dicymbium tibiale)
  - Donker bolkopje (Dicymbium nigrum)
  - Donker dwergstekelpoot (je Satilatlas britteni)
  - Donker langpalpje (Leptorhoptrum robustum)
  - Donker tepelpalpje (Cnephalocotes obscurus)
  - Doorkijkkopje (Trematocephalus cristatus)
  - Doornpalpje (Gonatium rubens)
  - Drieklauwdubbelkopje (Diplocephalus permixtus)
  - Dubbelsierkopje (Walckenaeria cucullata)
  - Duimpalpje (Gongylidiellum murcidum)
  - Eenhoorntje (Walckenaeria unicornis)
  - Elegant groefkopje (Silometopus elegans)
  - Elegant putkopje (Silometopus ambiguus)
  - Gegroefd ballonkopje (Pelecopsis nemoralis)
  - Gehoornd schaduwdubbelkopje (Walckenaeria alticeps)
  - Gehoornd sierkopje (Saloca diceros)
  - Gehoornd zonnedubbelkopje (Walckenaeria antica)
  - Geknot groefkopje (Typhochrestus digitatus)
  - Gespleten doorkijkkopje (Walckenaeria furcillata)
  - Gevorkt contrastpootje (Trichoncus saxicola)
  - Gewone akkerdwergspin (Oedothorax agrestis)
  - Gewone velddwergspin (Oedothorax fuscus)
  - Gewoon contrastpootje (Walckenaeria atrotibialis)
  - Gewoon dubbelkopje (Diplocephalus cristatus)
  - Gewoon dwergstekelpootje (Maso sundevalli)
  - Gewoon schildspinnetje (Ceratinella brevipes)
  - Gewoon stierenkopje (Panamomops sulcifrons)
  - Gewoon vals dubbelkopje (Diplocephalus picinus)
  - Groot vals sierkopje (Walckenaeria obtusa)
  - Harig dubbelkopje (Trichopterna thorelli)
  - Harig groefkopje (Troxochrus cirrifrons)
  - Harig groefkopje (Troxochrus scabriculus)
  - Harig knobbelsierkopje (Walckenaeria corniculans)
  - Heideballonkopje (Peponocranium ludicrum)
  - Helmgrasputkopje (Baryphyma maritimum)
  - Hoog bolkopje (Dismodicus bifrons)
  - Hoogste bolkopje (Dismodicus elevatus)
  - Jacksons dubbelkopje (Hypselistes jacksoni)
  - Kalkgrasdwergspin (Metopobactrus prominulus)
  - Klein knobbelsierkopje (Walckenaeria cuspidata)
  - Klein vals sierkopje (Walckenaeria vigilax)
  - Klokspinnetje (Baryphyma duffeyi)
  - Knobbeldwergtandkaak (Gnathonarium dentatum)
  - Knobbelakkerdwergspin (Oedothorax apicatus)
  - Knobbelpalpje (Gonatium rubellum)
  - Kort kurkentrekkertje (Hylyphantes nigritus)
  - Kortharig bolkopje (Dicymbium brevisetosum)
  - Krulpalpje (Tiso vagans)
  - Kuifje (Walckenaeria monoceros)
  - Kustputkopje (Baryphyma trifrons)
  - Lang kurkentrekkertje (Hylyphantes graminicola)
  - Langpalpstoringsdwergspin (Erigone longipalpis)
  - Lepelschildspinnetje (Ceratinella scabrosa)
  - Middelste vals sierkopje (Walckenaeria nudipalpis)
  - Miergroefkopje (Thyreosthenius biovatus)
  - Mijtertje (Walckenaeria mitrata)
  - Moerasdwergspin (Erigone vagans)
  - Moerasknobbelkopje (Hypomma bituberculatum)
  - Nagelpalpje (Gongylidiellum vivum)
  - Neusballonkopje (Pelecopsis parallela)
  - Neuskopje (Glyphesis servulus)
  - Oogsierkopje (Walckenaeria incisa)
  - Oranje heideputkopje (Silometopus incurvatus)
  - Oranjepoot (Gongylidium rufipes)
  - Perforaatje (Lophomma punctatum)
  - Periscoopspinnetje (Walckenaeria acuminata)
  - Pijlpalpje (Hypomma fulvum)
  - Pionierdwergspin (Milleriana inerrans)
  - Plat groefkopje (Silometopus reussi)
  - Plat putkopje (Micrargus subaequalis)
  - Platkopstruikdwergspin (Entelecara erythropus)
  - Pruikspinnetje (Leptothrix hardyi)
  - Puntig groefkopje (Tapinocyba praecox)
  - Putkopruwborstje (Erigonella hiemalis)
  - Putkopstruikdwergspin (Entelecara flavipes)
  - Schorredwergspin (Erigone arctica)
  - Schorsdwergspin (Moebelia penicillata)
  - Simpelpalpje (Jacksonella falconeri)
  - Smal groefkopje (Monocephalus fuscipes)
  - Spiraaldwergtandkaak (Lessertia dentichelis)
  - Stekelloos putkopje (Trichopterna cito)
  - Stomphoekpalpje (Halorates distinctus)
  - Storingsdwergspin (Erigone atra)
  - Torenkopje (Savignia frontata)
  - Tuingroefkopje (Microtenonyx subitaneus)
  - Tweeklauwdubbelkopje (Diplocephalus latifrons)
  - Tweeknopje (Walckenaeria kochi)
  - Veerdwergstekelpoot (Maso gallicus)
  - Vingerpalpputkopje (Micrargus herbigradus)
  - Vingerpalpje (Gongylidiellum latebricola)
  - Voorkopstruikdwergspin (Entelecara acuminata)
  - Weideputkopje (Baryphyma pratense)
  - Weideplatkopje (Ceratinopsis stativa)
  - Wratsierkopje (Walckenaeria dysderoides)
  - Wrattenkaakje (Tmeticus affinis)
  - Zwart schilspinnetje (Ceratinella brevis)
- Familie Hangmatspinnen (Linyphiidae)
  - Aeronautkleinoogje (Porrhomma microphthalmum)
  - Afgerond bodemwevertje (Lepthyphantes alacris)
  - Alert stekelpalpje (Allomengea scopigera)
  - Bleek kleinoogje (Porrhomma pallidum)
  - Bleke hangmatspin (Neriene peltata)
  - Boskleinoogje (Porrhomma errans)
  - Bostongpalpje (Centromerus aequalis)
  - Boswevertje (Lepthyphantes zimmermanni)
  - Breedtongspinnetje (Helophora insignis)
  - Campbells kleinoogje (Porrhomma campbelli)
  - Concaaf probleemspinnetje (Meioneta beata)
  - Dennestrooiselspin (Macrargus carpenteri)
  - Dolkbodemwevertje (Lepthyphantes obscurus)
  - Donker wevertje (Bathyphantes nigrinus)
  - Driehoekhangmatspin (Saaristoa firma)
  - Driepunthangmatspin (Saaristoa abnormis)
  - Drietongetje (Centromerus persimilis)
  - Elegant dwergspinnetje (Syedra gracilis)
  - Fijn zaagpalpje (Centromerus serratus)
  - Geknikt bodemwevertje (Lepthyphantes angulipalpis)
  - Geknot bodemwevertje (Lepthyphantes pallidus)
  - Getekende hangmatspin (Poeciloneta globosa)
  - Gevlekt voorkopje (Bolyphantes luteolus)
  - Gewoon bodemwevertje (Lepthyphantes mengei)
  - Gewoon kleinoogje (Porrhomma pygmaeum)
  - Gewoon slankpalpje (Agyneta conigera)
  - Gewoon wevertje (Bathyphantes gracilis)
  - Gewoon zaagpalpje (Centromerus sylvaticus)
  - Gezaagd dikpalpje (Agyneta decora)
  - Gezadeld dikpalpje (Agyneta cauta)
  - Glad tandpalpje (Centromerus incilium)
  - Grondkleinoogje (Porrhomma convexum)
  - Groot haarpalpje (Centromerita bicolor)
  - Grootoogprobleemspinnetje (Meioneta innotabilis)
  - Grote heidehangmatspin (Linyphia tenuipalpis)
  - Groter bodemwevertje (Lepthyphantes minutus)
  - Haakhangmatspin (Drepanotylus uncatus)
  - Harig wevertje (Bathyphantes setiger)
  - Heide bodemwevertje (Lepthyphantes ericaeus)
  - Herfsthangmatspin (Linyphia triangularis)
  - Hoornpalpje (Sintula corniger)
  - Huiswevertje (Lepthyphantes leprosus)
  - Kegelpalpje (Centromerus pabulator)
  - Kelderkleinoogje (Porrhomma egeria)
  - Kielpalpbodemwevertje (Lepthyphantes nebulosus)
  - Klein bodemwevertje (Lepthyphantes flavipes)
  - Klein haarpalpje (Centromerita concinna)
  - Klein stekelpalpje (Allomengea vidua)
  - Kleine heidehangmatspin (Microlinyphia pusilla)
  - Kleinste dwergspin (Maro minutus)
  - Kleinste wevertje (Bathyphantes parvulus)
  - Knobbel bodemwevertje (Lepthyphantes cristatus)
  - Korttongwevertje (Kaestneria dorsalis)
  - Kruidhangmatspin (Neriene clathrata)
  - Langpalphangmatspin (Neriene emphana)
  - Langtandje (Tapinopa longidens)
  - Langtongspinnetje (Diplostyla concolor)
  - Lentehangmatspin (Neriene montana)
  - Lentestrooiselspin (Microneta viaria)
  - Lepelhangmatspin (Pithyohyphantes phrygianus)
  - Leruths tandpalpje (Centromerus leruthi)
  - Middelste tongspinnetje (Centromerus dilutus)
  - Moeraswevertje (Bathyphantes approximatus)
  - Moerastongpalpje (Centromerus incultus)
  - Mosslankpalpje (Agyneta ramosa)
  - Paardekopje (Stemonyphantes lineatus)
  - Porceleinspinnetje (Centromerus prudens)
  - Prachtpalpje (Floronia bucculenta)
  - Schaduwhangmatspin (Labulla thoracica)
  - Schorskoloniespin (Drapetisca socialis)
  - Sikkelbodemwevertje (Lepthyphantes insignis)
  - Sikkelpalpje (Taranucnus setosus)
  - Slank probleemspinnetje (Meioneta mollis)
  - Slank wevertje (Lepthyphantes tenuis)
  - Spits probleemspinnetje (Meioneta saxatilis)
  - Steppehangmatspin (Neriene furtiva)
  - Tandloos dikpalpje (Agyneta subtilis)
  - Tangpalpje (Centromerus arcanus)
  - Tuinhangmatspin (Linyphia hortensis
  - Van der hammens hangmatspin (Neriene hammeni)
  - Variabel wevertje (Kaestneria pullata)
  - Veenmosspinnetje (Aphileta misera)
  - Veldprobleemspinnetje (Meioneta rurestris)
  - Vergeten kleinoogje (Porrhomma oblitum)
  - Schaduwwevertje (Lepthyphantes tenebricola)
  - Wimpelpalpje (Tallusia experta)
  - Winterstrooiselspin (Macrargus rufus)
  - Zomerhangmatspin (Neriene radiata)
  - Zwartgatje (Ostearius melanopygius)
  - Zweephangmatspin (Microlinyphia impigra)
- Familie Mierenjagerspinnen (Zodariidae)
  - Oranje mierenetertje (Zodarion gallicum)
  - Oranje mierenetertje (Zodarion italicum)
  - Sepia mierenetertje (Zodarion rubidum)